# Gilbert Scodeller
Gilbert Scodeller (* 10. Juni 1931 in Saint-Laurent-Blangy; † 13. April 1989 in Arras) war ein französischer Profi-Radrennfahrer.
Er war Profi von 1951 bis 1961. Schon im zweiten Profi-Jahr konnte er das Rennen Paris–Valenciennes für sich entscheiden. Diesen Sieg konnte er 1954 wiederholen und in dem Jahr auch noch den Klassiker Paris–Tours gewinnen. Bei der Tour de France trat er von 1954 bis 1956 an, konnte das Rennen aber nie beenden.

## Palmarès
- 1952
  - Paris–Valenciennes

- 1953
  - eine Etappe Tour de la Manche

- 1954
  - Paris–Tours
  - eine Etappe Tour de Champagne
  - Paris–Valenciennes

- 1958
  - Tour de l’Ouest

- 1960
  - Circuit de la Vienne